# Circus Man
CIRCUS MAN é o quinto álbum de estúdio da carreira solo de Masaaki Endoh. Foi lançado em 29 de abril de 2009 pela Lantis e possui 13 faixas.

## Produção
Pela primeira vez, o cantor escreveu todas as letras de um álbum.

## Recepção
Sobre o álbum, o CD Journal disse que "começando com a faixa título, que combina o som de uma banda pesada com melodia dramática, você já pode ter a experiência completa do seu talento e charme como um vocalista de rock."
O álbum atingiu a 74ª posição no Oricon Albums Chart.

## Faixas
| N.º            | Título                    | Letras         | Música            | Arranjo         | Duração |  |
| 1.             | ""CIRCUS MAN""            | Masaaki Endoh  | R・O・N           | R・O・N         | 4:20    |  |
| 2.             | "LIFE"                    | M. Endoh       | Junpei Fujita     | J. Fujita       | 3:59    |  |
| 3.             | "Aitakute ~I miss you~"   | M. Endoh       | Hirofumi Miyake   | H. Miyake       | 4:23    |  |
| 4.             | "I will..."               | M. Endoh       | M. Endoh          | Masaki Suzuki   | 4:19    |  |
| 5.             | "Noooma~ku !"             | M. Endoh       | Keiichi Nabeshima | K. Nabeshima    | 4:30    |  |
| 6.             | "NEVER MIND"              | M. Endoh       | H. Miyake         | H. Miyake       | 3:39    |  |
| 7.             | "inori"                   | M. Endoh       | Yohgo Kohno       | Y. Kohno        | 6:51    |  |
| 8.             | "ROCK ME"                 | M. Endoh       | R・O・N           | R・O・N         | 3:38    |  |
| 9.             | "Samurai Hurricane"       | M. Endoh       | K. Nabeshima      | K. Nabeshima    | 4:00    |  |
| 10.            | "FLASH THE NIGHT"         | M. Endoh       | M. Suzuki         | M. Suzuki       | 4:06    |  |
| 11.            | "Aitte Ittai Nandesu ka?" | M. Endoh       | H. Miyake         | H. Miyake       | 4:20    |  |
| 12.            | "Thank you"               | M. Endoh       | M. Endoh          | K. Nabeshima    | 6:29    |  |
| 13.            | "Tic Tac"                 | M. Endoh       | M. Endoh          | ICEBERG LETTUCE | 4:08    |  |
| Duração total: | Duração total:            | Duração total: | Duração total:    | Duração total:  | 58:42   |  |